# Diamesa chorea
Diamesa chorea är en tvåvingeart som beskrevs av William Lundbeck 1898. Diamesa chorea ingår i släktet Diamesa och familjen fjädermyggor. Inga underarter finns listade i Catalogue of Life.